# Choli

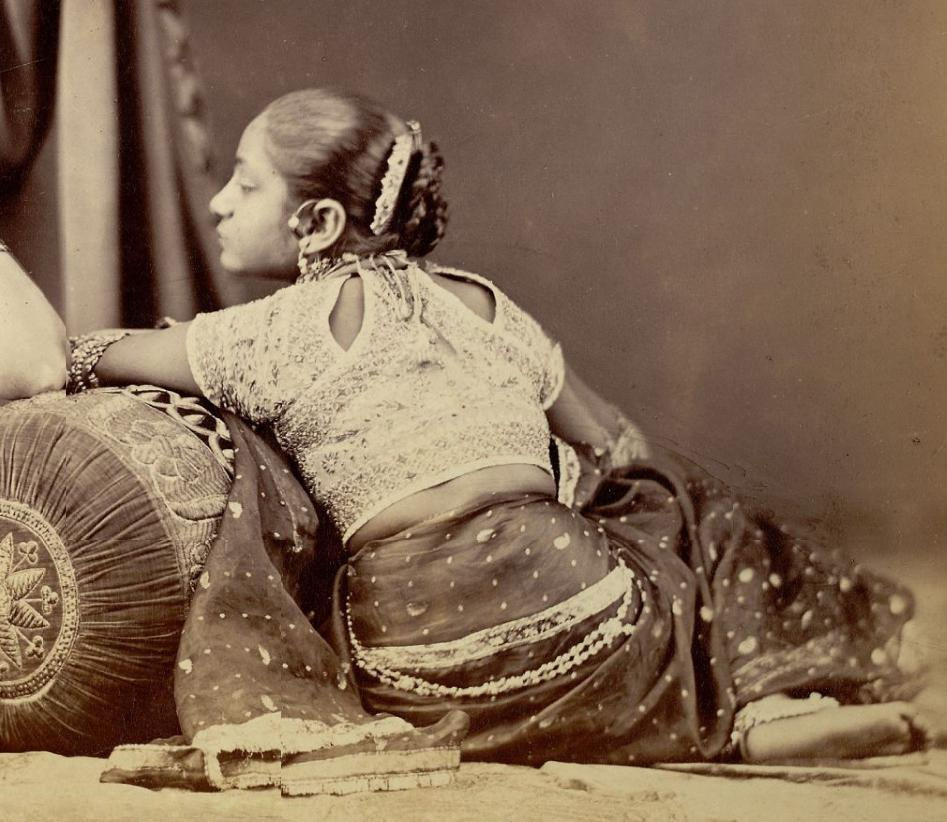
Donna in choli. 1872 circa.

Choli (Hindi: चोली, Gujarati: ચોળી, Marathi: चोळी, Nepali: चोलो cholo) (conosciuto nel sud dell'India come ravike Tamil: ரவிக்கை, Telugu: రవికె anche se il termine choli viene preferito, Kannada: ರವಿಕೆ) è una camicia a maniche corte o corsetto indossato comunemente con l'indiano sari (portato in India, Pakistan, Sri Lanka, Bangladesh, il sud del Nepal e in altri paesi confinanti). È anche parte del costume ghagra choli dell'India settentrionale e del Nepal meridionale.

## Evoluzione

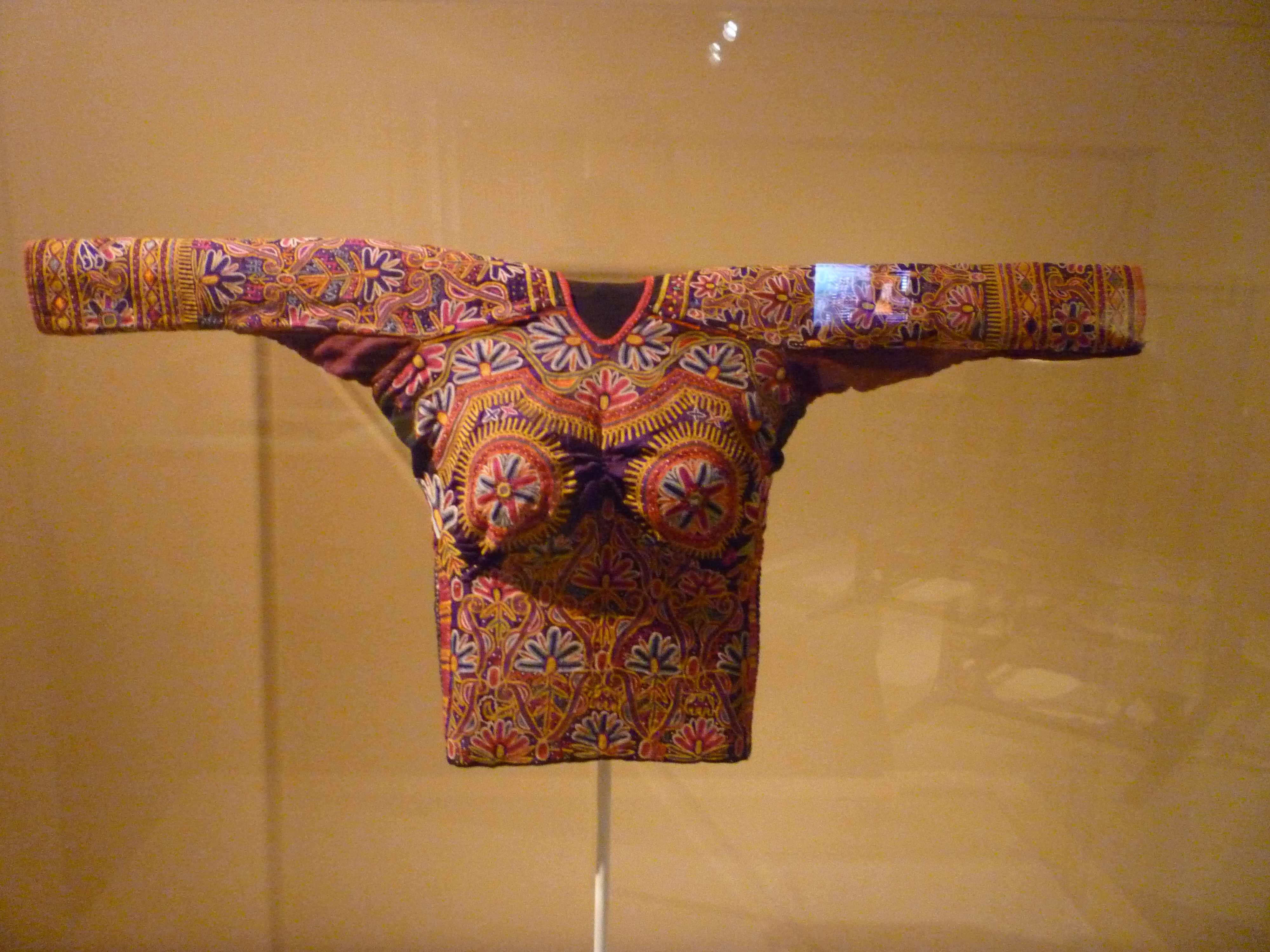
Choli del Gujarat al Peabody Essex Museum.

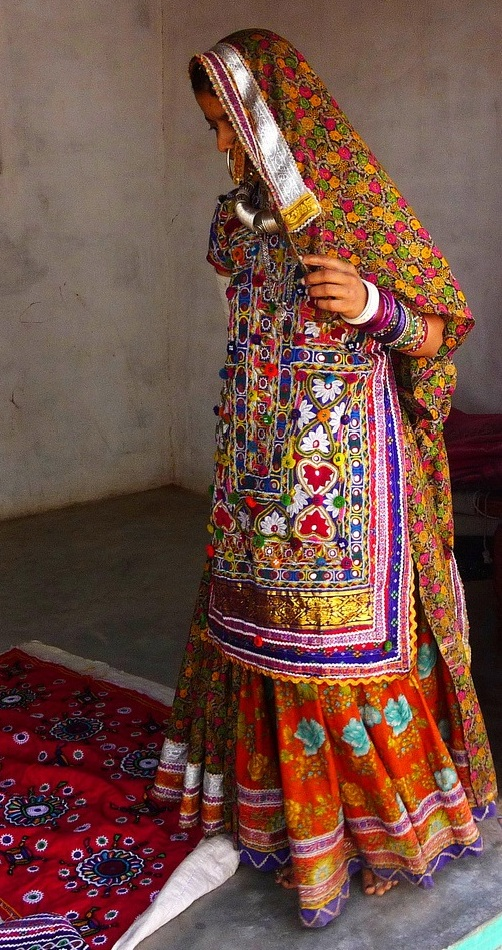
Donna che indossa un antico tipo di choli, lungo nella parte anteriore e legato alla schiena.

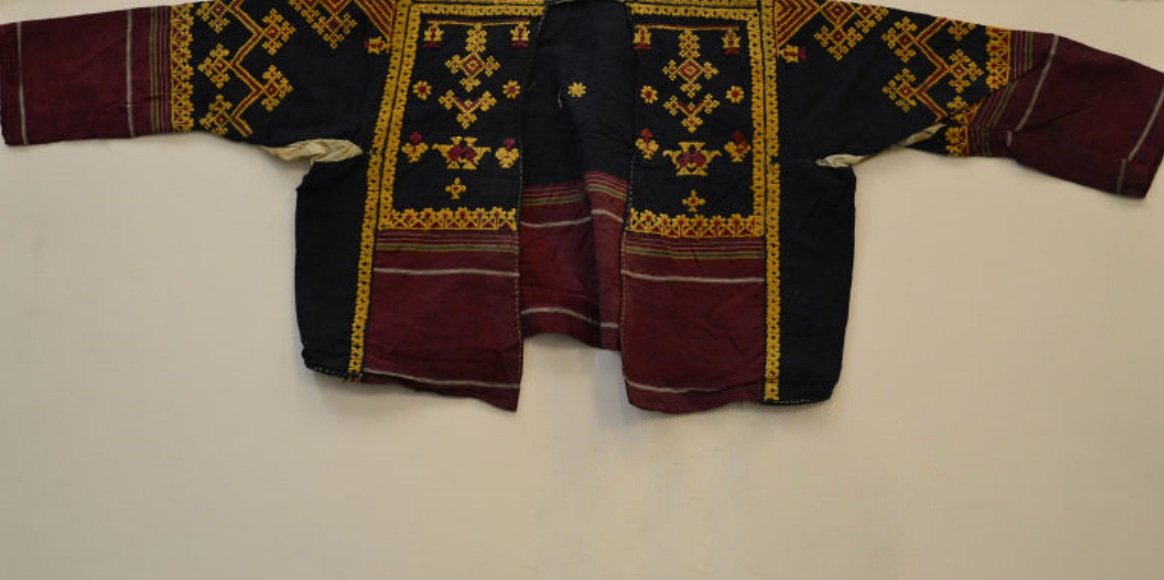
Ravike proveniente dal Karnataka con ricamo Kasuti c.1855–1879. V&A Museum.

Il choli si è evoluto dall'antica Stanapatta, conosciuta anche come Kurpsika o Kanchuki, che faceva parte di un abito a tre pezzi indossato dalle donne durante il periodo antico. L'abbigliamento era costituito dal pezzo inferiore proveniente dall'Antriya, il velo di Uttariya portato sopra la spalla o la testa e Stanapatta, una cintura a banda, che viene citata nella letteratura sanscrita e nella letteratura buddista di Pali durante il VI secolo a.C. Rajatarangini (che significa "fiume dei re"), opera letteraria di Kalhana del decimo secolo, afferma che il Choli del Deccan è stato introdotto sotto ordine reale nel Kashmir. I primi choli coprivano la parte anteriore ed erano legati alla schiena. Choli di questo tipo sono ancora comuni nello stato del Rajasthan. I dipinti di epoca pre-cristiana di Maharashtra e Gujarat sono considerati i primi esempi documentati di choli. I riferimenti poetici di opere come Silapadikkaram indicano che durante il periodo del Sangam (III secolo aC - IV secolo aC) nell'antica India meridionale, un unico pezzo di abbigliamento serviva sia come abbigliamento per la parte inferiore del corpo che scialle per la parte superiore. Basandosi su dipinti e sculture, la Stanapatta si è evoluta in choli nel I secolo dC in vari stili regionali. In Nepal è conosciuto come cholo, nell'India meridionale è conosciuto come ravy, entrambi di questi tipi essendo legati nella parte anteriore, a differenza del choli indiano settentrionale che è legato alla schiena. In alcune parti del centro-nord dell'India, soprattutto in Rajasthan, Haryana e Uttar Pradesh, le donne, oltre al choli,  indossavano un vestito simile al Kanchli. Questo abbigliamento completo è conosciuto come Poshak.

### Dipinti storici

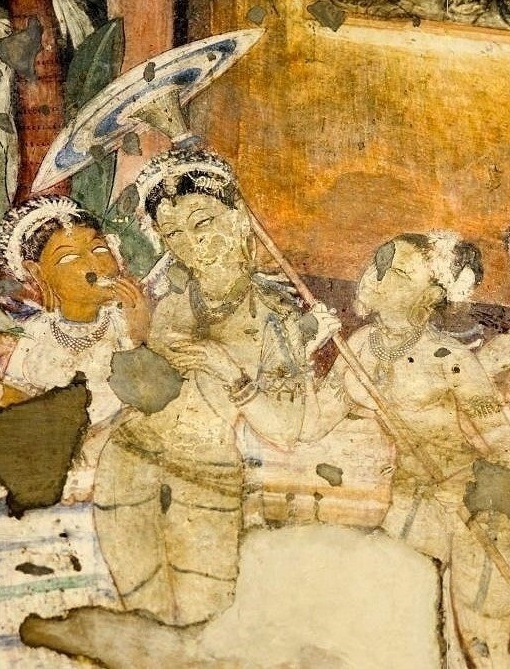
Donna in choli e antariya, 320 circa, Impero Gupta.
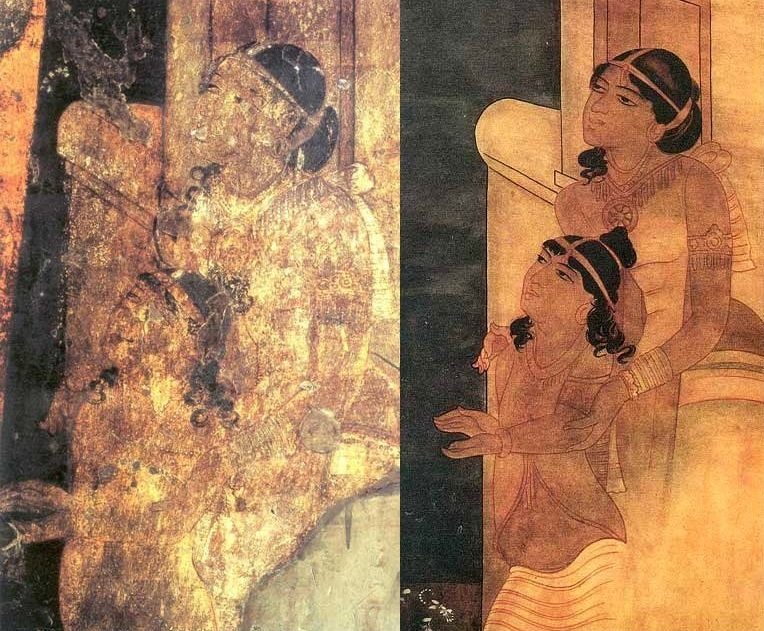
Donna in choli, 320 circa,  Impero di Gupta. Tipo antico di choli legato sul retro con copertura anteriore.
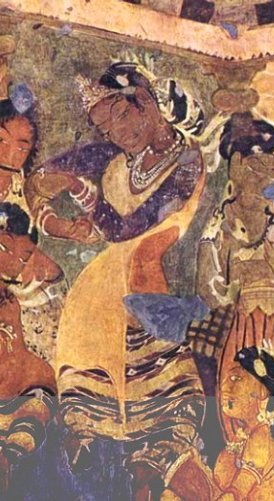
Danzatrice in choli,  Impero Gupta.
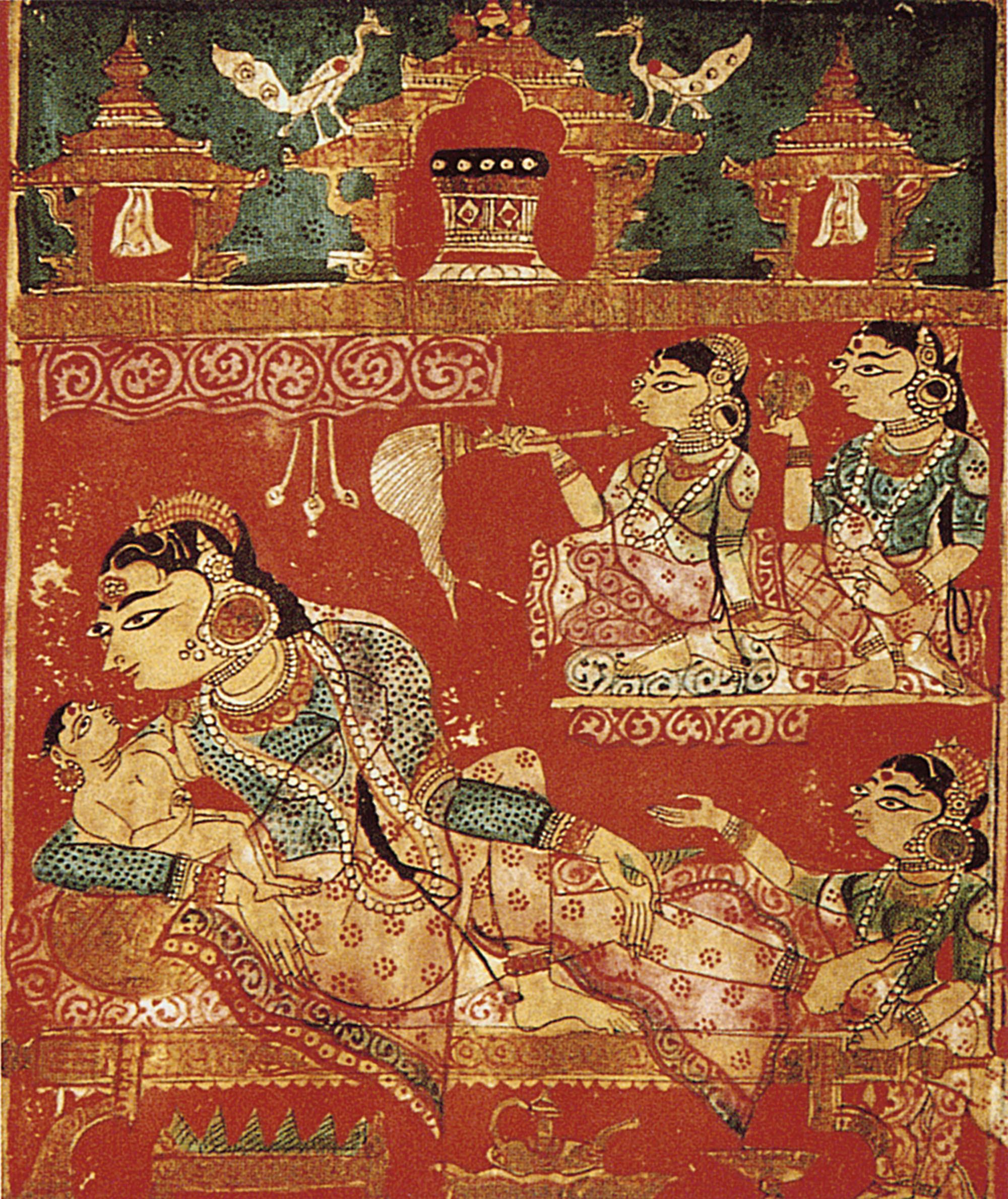
Kalpasutra Manuscript ca.1375–1400. Esempio di tipo antico di choli a manica lunga.
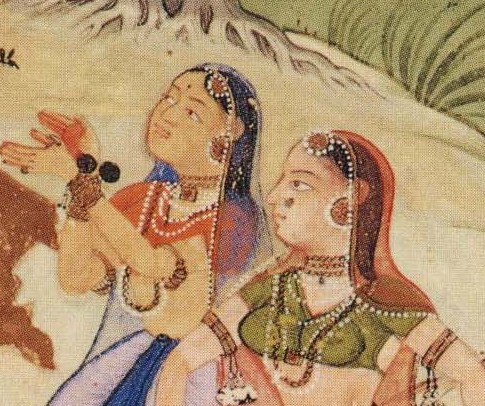
Particolare di Vasant Ragini, pittura del 1500 che mostra una variante antica di choli, legato nella parte posteriore.
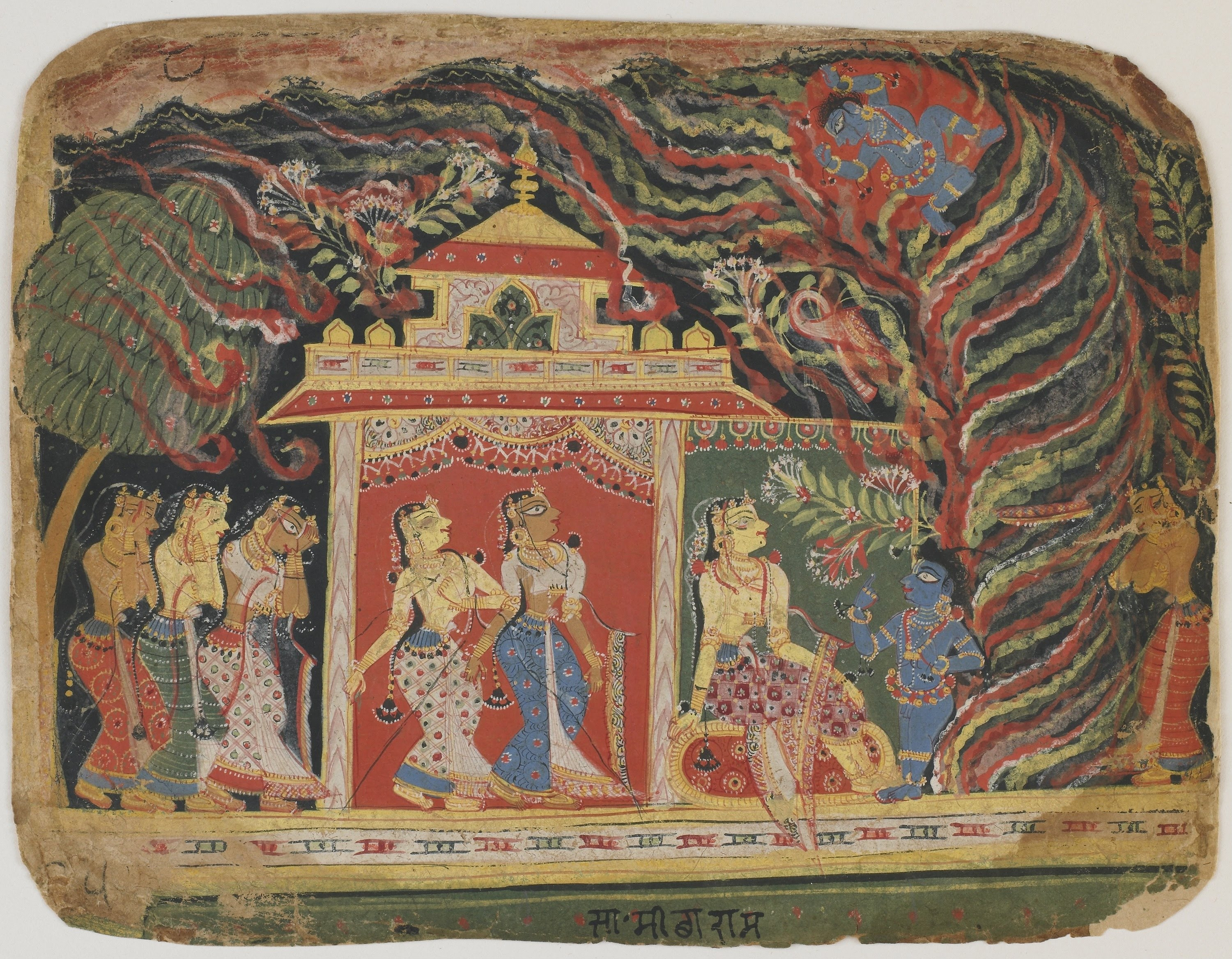
Bhagavata Purana manoscritto ca.1525–40
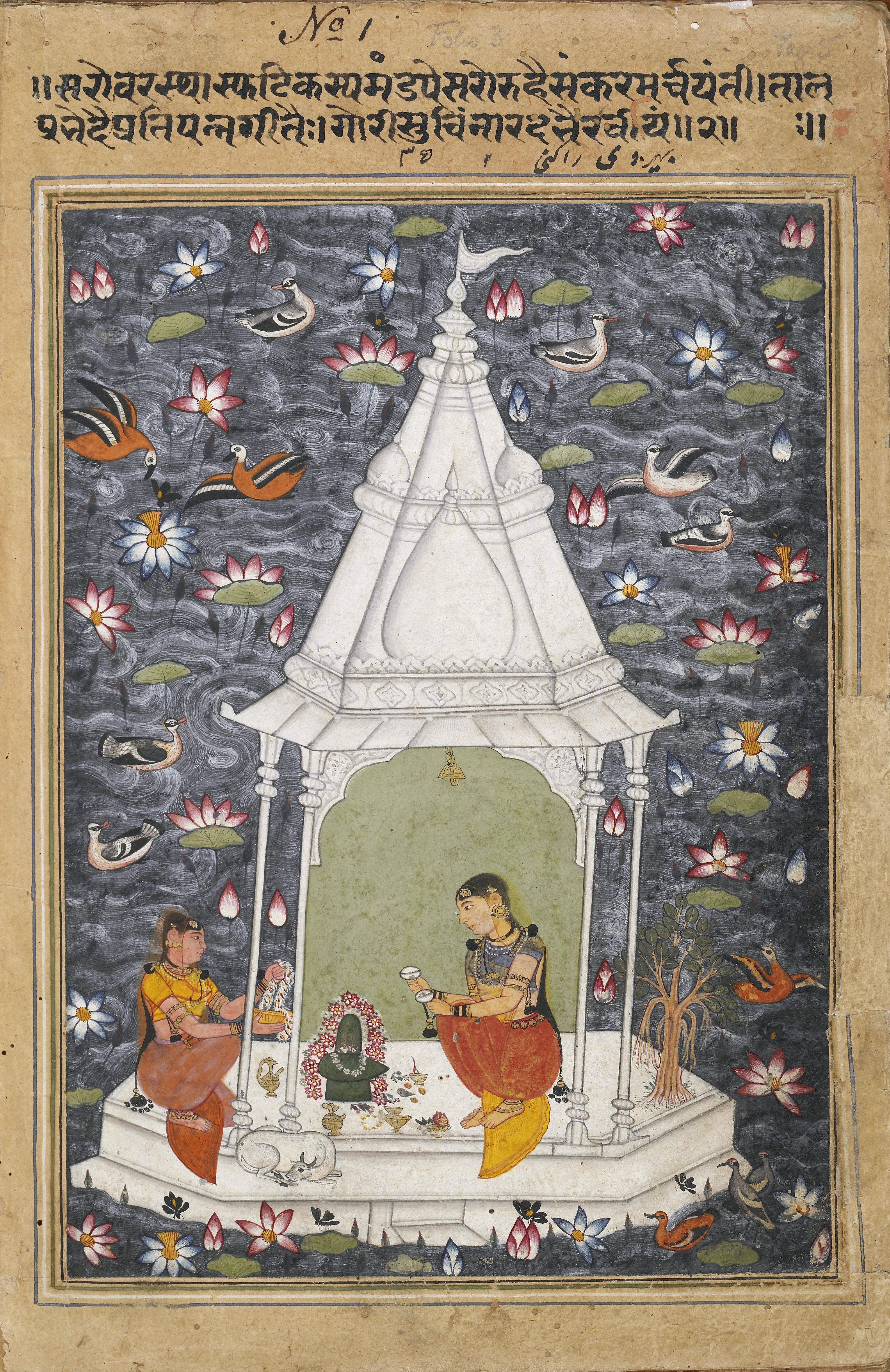
Bhairavi Ragini, Manley Ragamala manoscritto ca.1610.
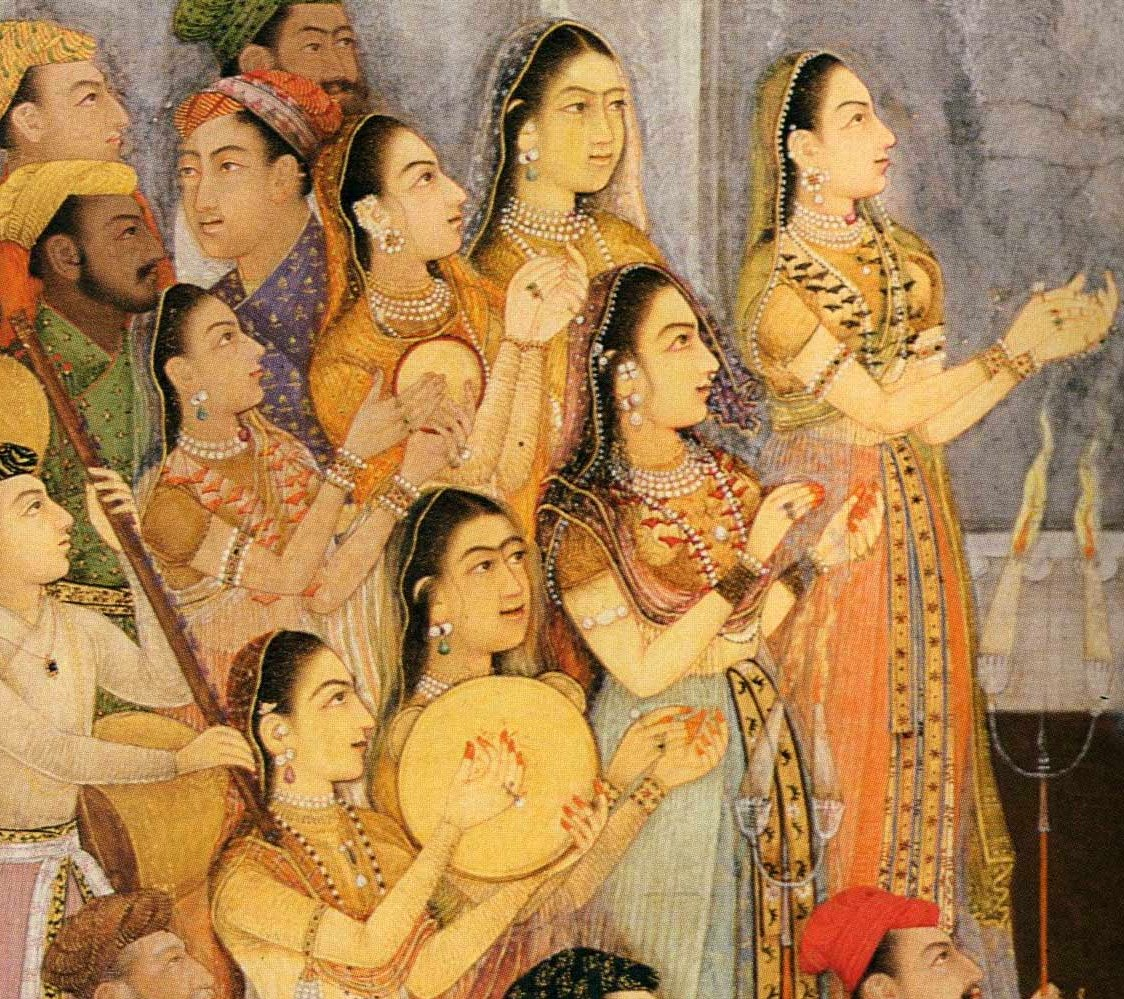
Musiciste al matrimonio di Aurangzeb - Mughal ca.1636.
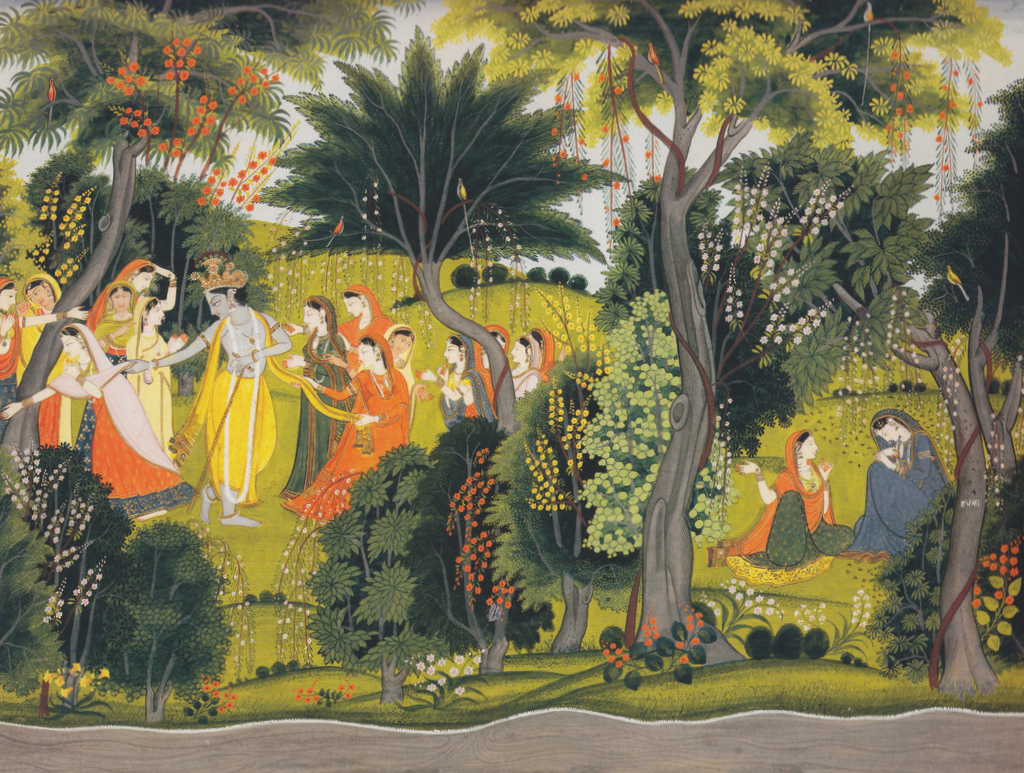
Krishna che flirta con Gopis. Pittura di Kangra ca.1760. Choli a maniche lunghe indossati negli stati himalayani dell'India.
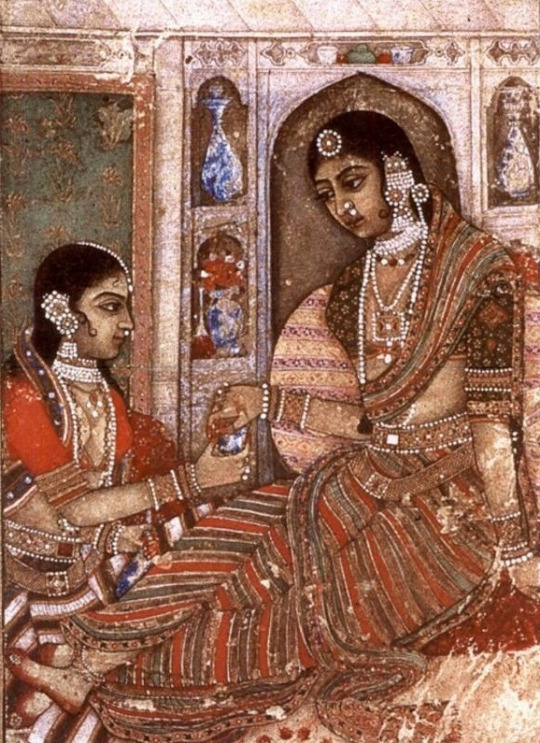
Donna alla quale viene offerto del vino, Deccan, cs.1600

### Fotografie storiche

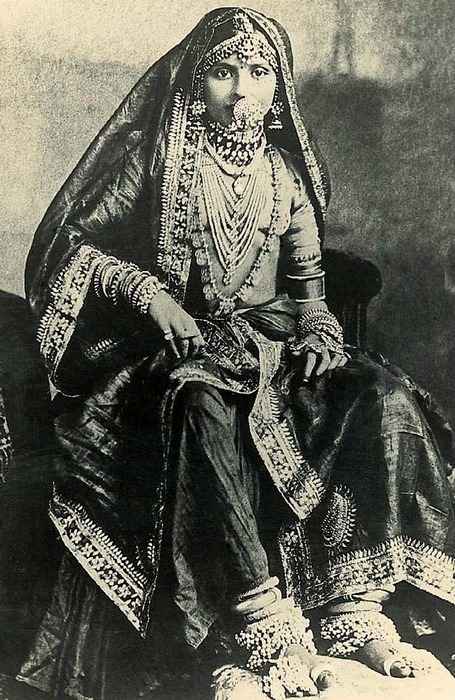
Donna in gagra choli
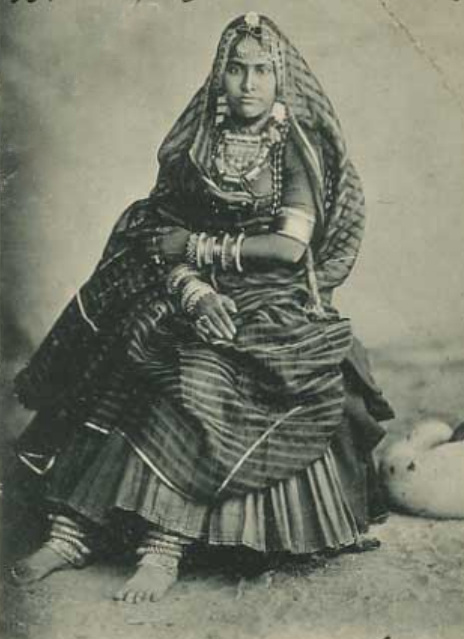
Donna in gagra choli
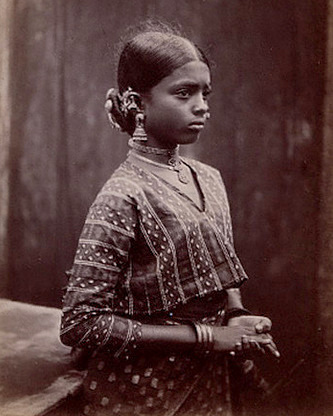
Ragazza Tamil in choli
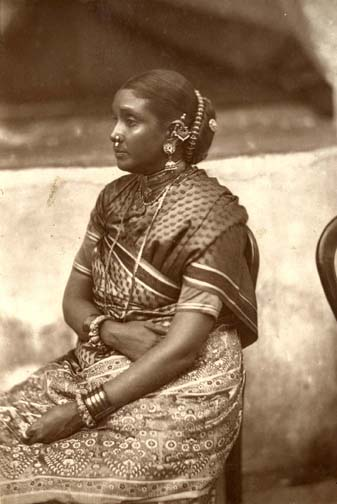
Donna Tamil in choli
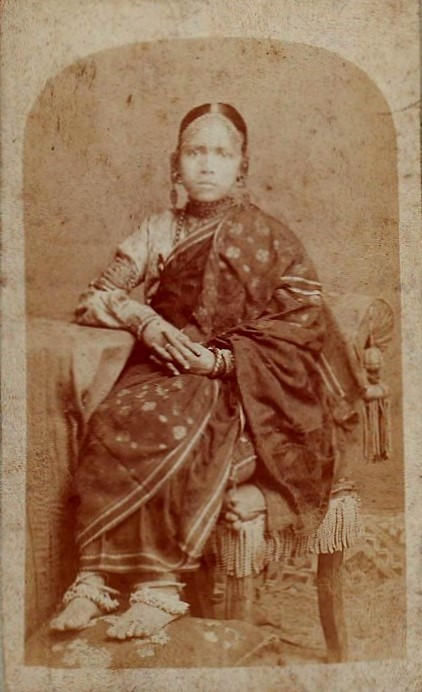
Ragazza Bengali in choli a manica lunga (1880)
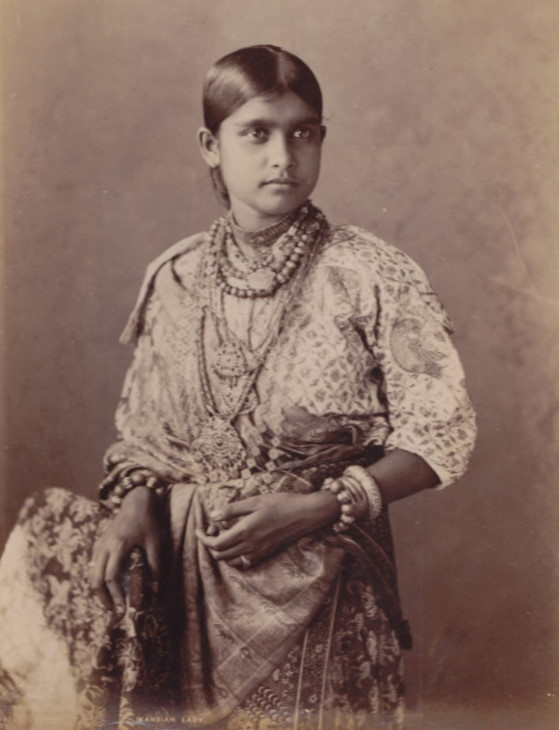
Donna dello Sri Lanka in choli (1880)
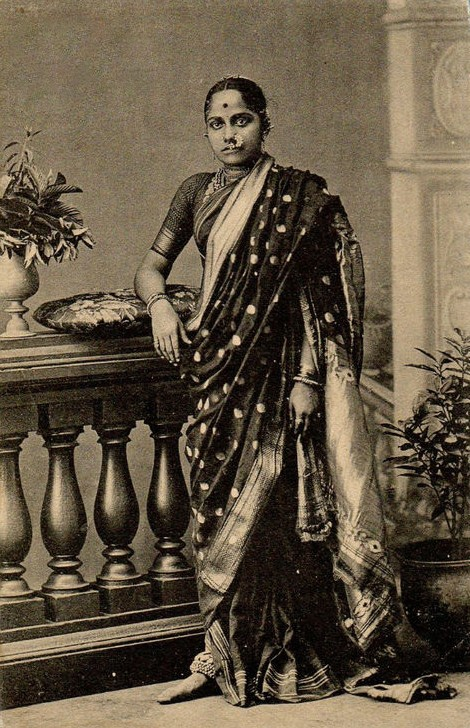
Donna Marathi in choli
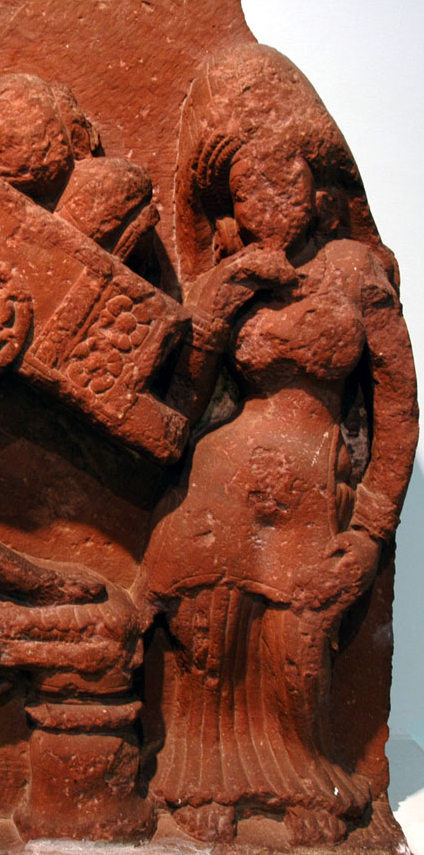
Raffigurazione di un'antica forma di choli lungo e gagra indossati durante l'Impero di Gupta
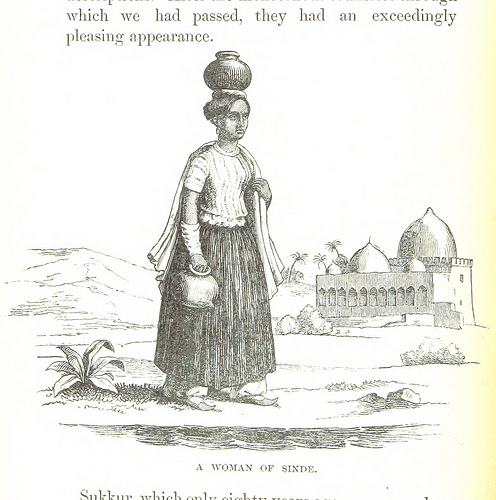
Donna Sindhi in choli 1845

## Cambiamenti nel tempo
Durante gli anni '60, una donna non veniva considerata una "signora" se la sua scollatura era troppo audace o troppo trasparente, soprattutto se indossava il suo sari pallu tirato da un lato e scopriva il seno. Una signora onorabile ricopriva perfettamente la sua schiena e le braccia con una camicetta in tessuto più spessa. Naturalmente, non tutte le donne seguivano queste regole. Negli anni '70 e '80, le camicette diventano intrecciate, con un taglio profondo, che brillano attraverso il sheer saree. Anupama Raj, un proprietario di boutique ha commentato: "C'è una vera e propria necessità di reinventare il choli in modo che possa essere indossato con una varietà di abiti. Come vediamo, il choli, per essere una forma caratteristica della camicetta, abbiamo bisogno di decostruire il choli. Solo allora sarà accettabile a livello internazionale". Secondo lo stilista esportatore-rivenditore Bobby Malik: "Il choli è il più sensuale di tutti gli indumenti creati per le donne; non solo avvolge la forma femminile, ma mostra anche il romanticismo in una donna. Ma il punto dove i designer indiani hanno fallito è quello di darle un aspetto internazionale e renderlo ancora più bello ". Khushwant Singh nel suo libro Sex Scotch and Scholarship, ha dichiarato: "Una camicetta ben indossata con il sari alza il seno e espone la pancia sotto l'ombelico".
Oggi l'approccio verso il choli è molto coraggioso. La sua metamorfosi ha portato il choli dall'essere modesto all'essere audace, scollature innovative e sartoria avventurosa che fa uso di canotte con scolature sul retro, top, abiti a spallina o che lasciano la schiena scoperta. Lo stilista Manish Malhotra ha affermato che: "Poiché la maggior parte dei giovani hanno l'abitudine di andare in palestra e si sentono a proprio agio con i loro corpi, vogliono sembrare diversi ma allo stesso tempo stare comodi. Vorrebbero viaggiare e trasmettere intorno il loro modo di essere indiani". Lo stilista Vikram Phadnis ha affermato che, "Ha anche a che fare con il fatto che le donne giovanni sono abituate a viaggiare, sono colte e aperte alla sperimentazione.". Sonora Kabir, un'altra stilista di Nuova Delhi ha commentato, "Normalmente il choli dovrebbe posizionarsi intorno all'area dell'ombelico. Ma se si tagliano i bordi inferiori e si usa in combinazione con un design funky - perline, ricami ecc., - sarebbe abbastanza elegante da indossare su jeans o un paio di pantaloni.

## Tessuti

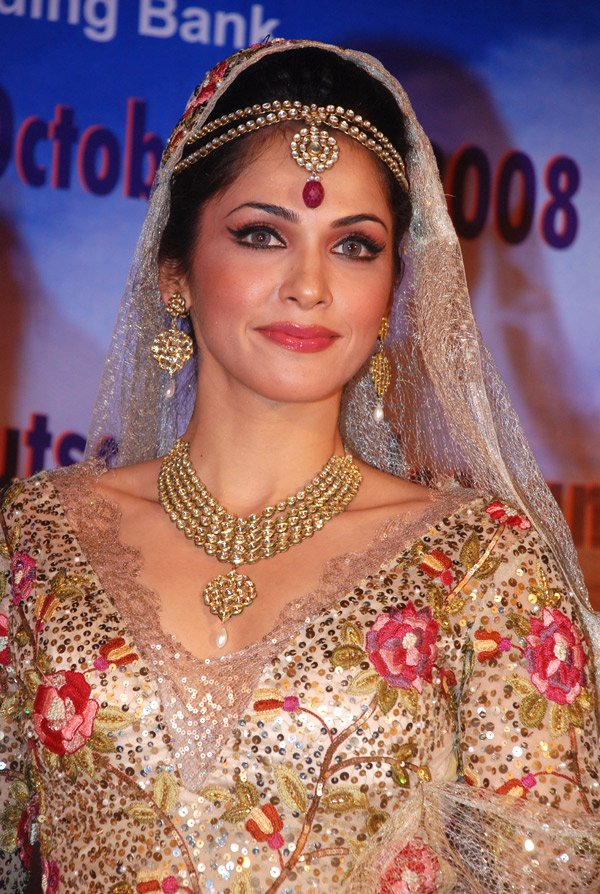
L'attrice Eesha Koppikhar in un choli ricamato.

Tradizionalmente, il choli era fatto dallo stesso tessuto del sari, e molti produttori di sari hanno aggiunto una lunghezza maggiore ai loro prodotti in modo che le donne possano tagliare il tessuto in eccesso alla fine del sari e utilizzarlo per cucire un choli corrispondente. Il choli può essere fabbricato da molti tessuti. Per l'uso quotidiano, i materiali a base di cottone come la spugna di cotone e il cottone di seta sono considerati più comodi. Chiffon, seta, crêpe e raso sono invece più adatti per le occasioni formali. Il tessuto ideale per i choli in estate sono il chiffon e la georgette. Il sheer e gli altri tessuti trasparenti sono considerati glamour a condizione che siano dotati di un rivestimento opaco nei punti giusti. I choli fatti di velluto e camoscio sono considerati il più feroce passo falso nella cultura indiana.

## Colori
Nel 2010 il trend è stato quello di contrastare i colori del choli con quelli del sari. Gli stilisti raccomandano inoltre di tenere in considerazione la tonalità della pelle nello scegliere il colore delle blusa. I colori scuri come il blue navy e il nero possono far apparire più snelli. I colori fluorescenti sono i più graditi.
Oltre al colore, anche la stampa può dare significato. Il ricamo delle bluse che usano fili dalle tonalità contrastanti viene considerato alla moda. Per le occasioni formali, le bluse ricamate sono ancora molto popolari Quando viene indossato un sari di crêpe, è da preferire un choli riccamente ricamato. La camicetta può essere impreziosita da paillettes, kundan e cristalli.